# Gerlachov (Bardejov)
Gerlachov (bis 1927 slowakisch „Gerľachov“; deutsch Gerlachau, ungarisch Gerla – bis 1907 Gerlachó, russinisch Ґерлахів/Gerlachiw) ist ein Ort und eine Gemeinde im Osten der Slowakei, mit 1055 Einwohnern (Stand 31. Dezember 2024). Sie gehört zum Okres Bardejov (Prešovský kraj).

## Geographie

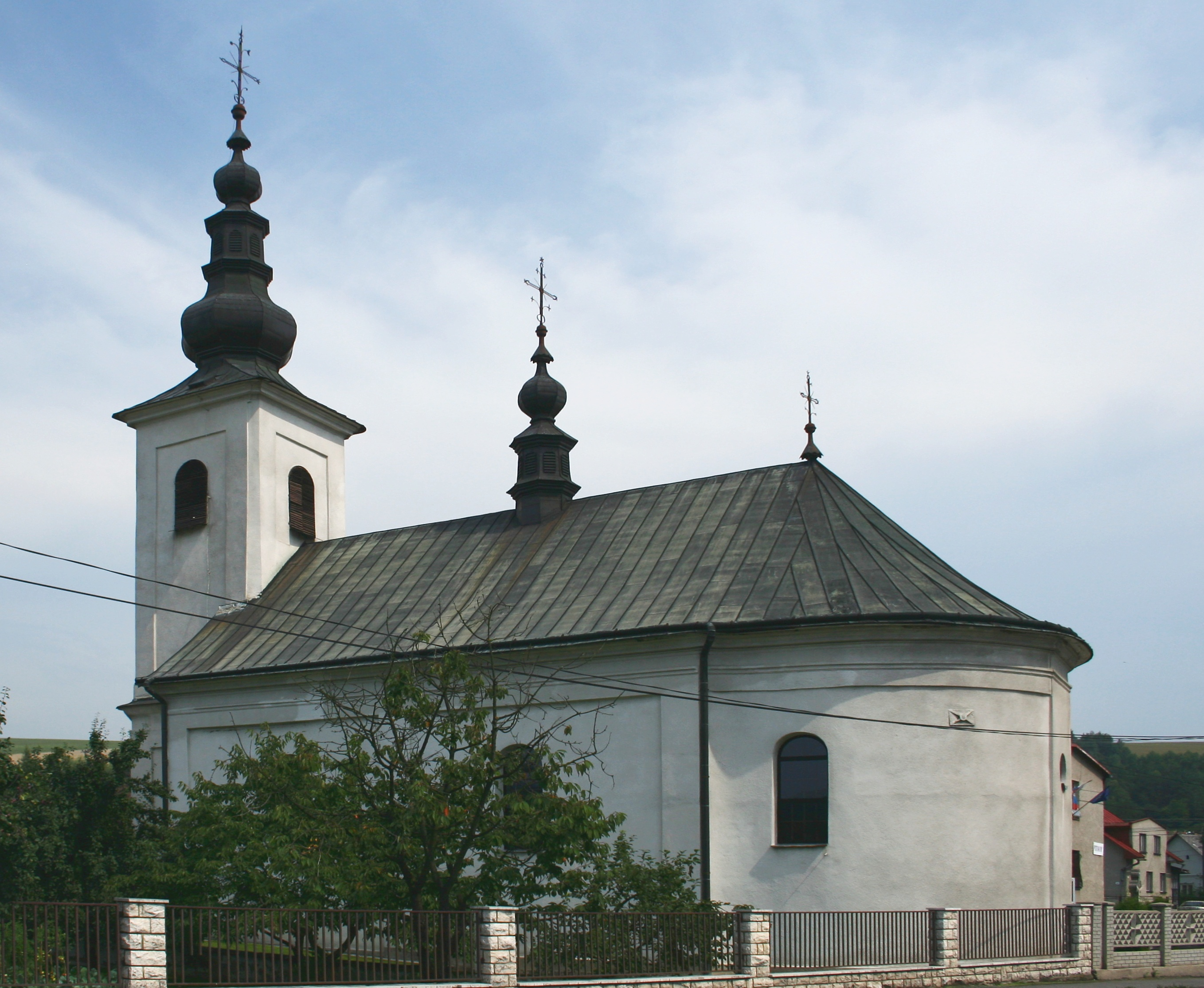
Griechisch-katholische Kirche in Gerlachov

Gerlachov liegt im oberen Tal der Topľa im Westteil der Niederen Beskiden, 15 Kilometer westlich von Bardejov gelegen.

## Geschichte
Der Ort wurde im frühen 14. Jahrhundert von einem Schultheiß namens Gerlach gegründet und erscheint in Schrift zum ersten Mal im Jahr 1344 als Gerlachwagasa. Gerlachov war in Besitz verschiedener Grundbesitzer. 1828 waren 76 Häuser und 588 Einwohner zu verzeichnen. Bis heute besitzt die Gemeinde einen landwirtschaftlichen Charakter.

## Bevölkerung
| Jahr                | 1994 | 2004     | 2014    | 2024    |
| ------------------- | ---- | -------- | ------- | ------- |
| Anzahl der Personen | 922  | 1020     | 1042    | 1055    |
| Unterschied         |      | +10,62 % | +2,15 % | +1,24 % |

| Jahr                | 2023 | 2024    |
| ------------------- | ---- | ------- |
| Anzahl der Personen | 1050 | 1055    |
| Unterschied         |      | +0,47 % |

## Sehenswürdigkeiten
- klassizistische griechisch-katholische Kirche aus den Jahren 1844–1856, dem Erzengel Michael geweiht
- orthodoxe Kirche aus dem Jahr 1993
- etwa 20 erhaltene Holzhäuser, einerseits noch dauerhaft bewohnt, andererseits als Wochenendhäuser genutzt